# بیابان تانامی
بیابان تانامی، بیابانی در شمال استرالیا واقع در قلمرو شمالی است. زمین آن سنگلاخی است و تپه‌های کوچکی در آن دیده می‌شود. این بیابان آخرین مرز قلمرو شمالی است، که تا سدهٔ بیستم میلادی هنوز بخش‌هایی از آن ناشناخته بوده‌ است. مسیر تانامی از عرض این بیابان می‌گذرد.
تانامی از منطقه‌های حفاظت شده‌است و در مجموع مساحت ۲۵٬۹۹۷٬۲۷۷ هکتار زمین را پوشش می‌دهد.